# NK Savski Marof
NK Savski Marof je nogometni klub iz mjesta Savski Marof. Trenutačno se natječe u 1. ŽNL – Zapad.
Osnovan je 28. srpnja 1925. godine. Prethodno se zvao Januševec i Bratstvo.